# NGC 6148
NGC 6148 (другое обозначение — PGC 58162) — галактика в созвездии Геркулес.
Этот объект входит в число перечисленных в оригинальной редакции «Нового общего каталога».